# Dasyuromorphia
Ordre
Les Dasyuromorphes (Dasyuromorphia) sont un ordre de mammifères marsupiaux comprenant, selon ITIS, trois familles.

## Liste des familles
Selon BioLib (17 novembre 2020) :
- famille Dasyuridae Goldfuss, 1820
- famille Myrmecobiidae Waterhouse, 1841
- famille Thylacinidae Bonaparte, 1838 †

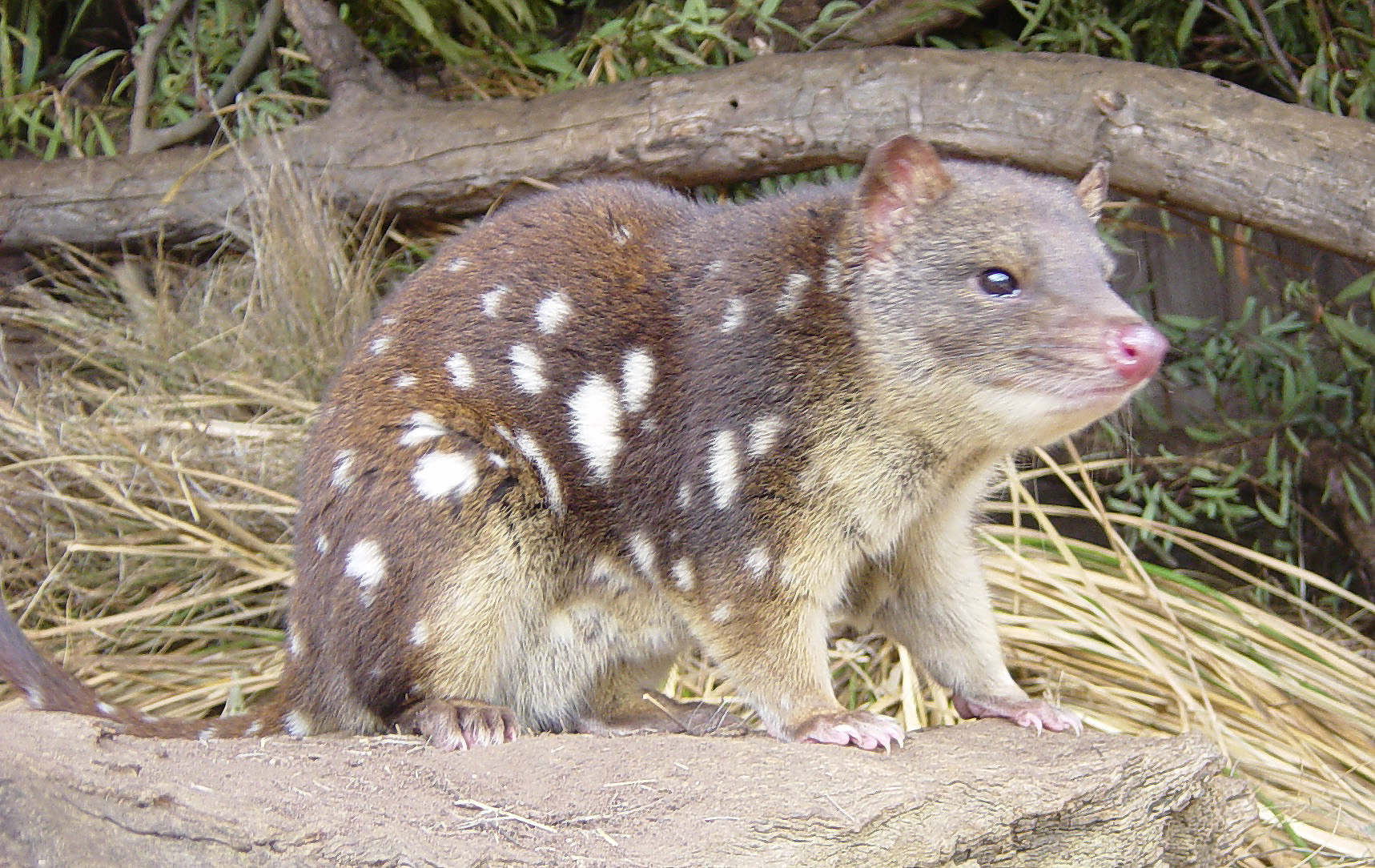
Dasyurus maculatus (Dasyuridae)
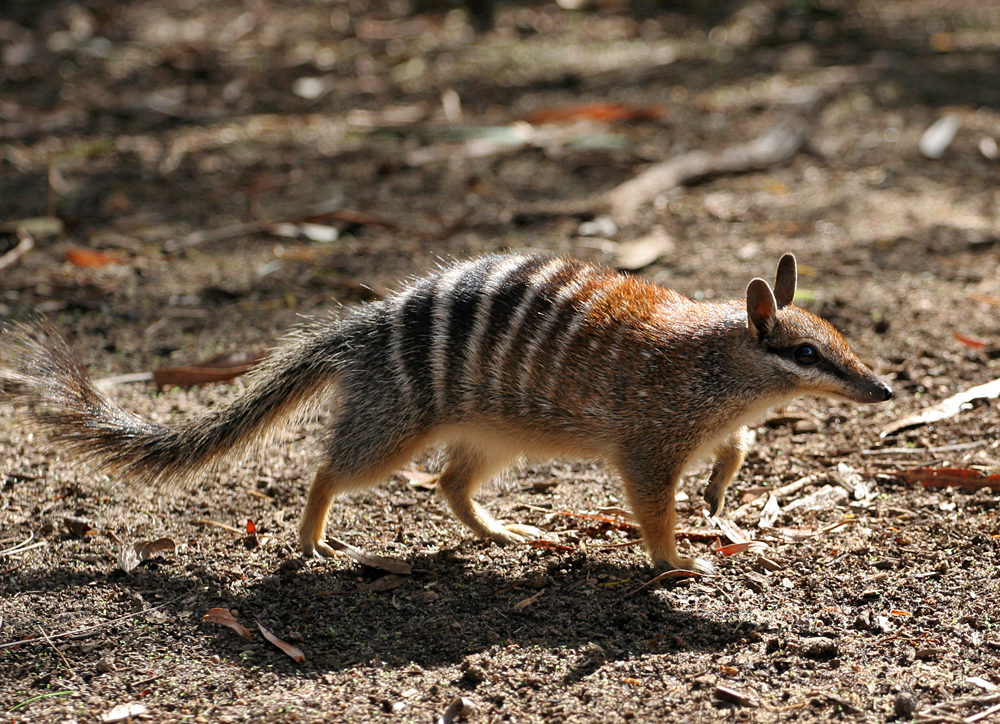
Myrmecobius fasciatus (Myrmecobiidae)
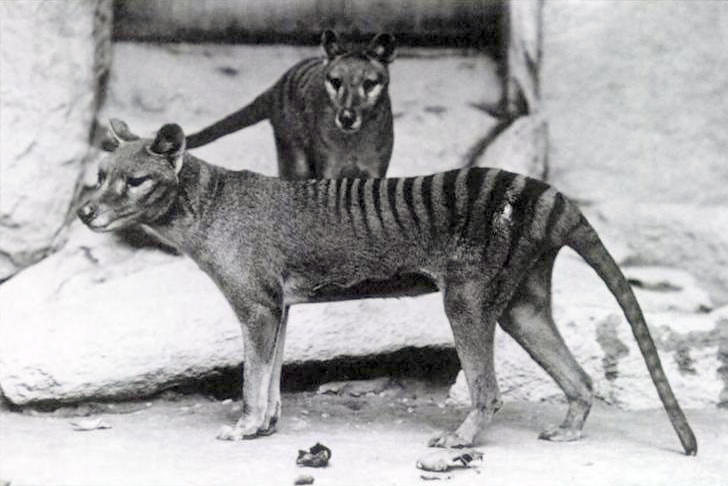
Thylacinus cynocephalus (Thylacinidae) †